# 113-as busz (Budapest, 1977–2000)
A budapesti 113-as jelzésű autóbusz a Mechanikai Művek és Nagytétény, Angeli utca között közlekedett. A vonalat a Budapesti Közlekedési Rt. üzemeltette.

## Története
1957. február 18-án 13A jelzéssel indult új járat Nagytétény, Bányagyutacsgyár és a Mechanikai Művek között irányonként napi 1 indulással. A járat jelzése 1961. június 19-én 13Y-ra módosult, az Angeli utcáig rövidült, és a diósdi Csapágygyár érintésével járt.
Az 1977. január 1-jei járatátszervezéskor két járatra osztották, az egyik a Mechanikai Művek és az Angeli utca, a másik pedig a Mechanikai Művek és Diósd, Csapágygyár között járt, mind a kettő 113-as jelzéssel. 1984. március 1-jén a Diósdig közlekedő 113-as busz a 115-ös jelzést kapta, mely 1992-ben megszűnt.
2000. június 30. üzemzárással megszűnt a 113-as busz is, Nagytétény és a Kamaraerdei út között legközelebb csak 2014. március 29-én közlekedtek autóbuszok, azóta a 287-es busz biztosítja a kapcsolatot.

## Útvonala
| Mechanikai Művek felé                                                                                               | Nagytétény, Angeli utca felé                                                                                        |
| --- | --- |
| Nagytétény, Angeli utca vá. – Angeli utca – Nagytétényi utca – Balatoni út – Dózsa György út – Mechanikai Művek vá. | Mechanikai Művek vá. – Dózsa György út – Balatoni út – Nagytétényi utca – Angeli utca – Nagytétény, Angeli utca vá. |

## Megállóhelyei
| 0  | Mechanikai Művek végállomás                             | 12 | 87                            |
| 1  | Kamaraerdei út (↓) Dózsa György út (Kamaraerdei út) (↑) | 11 | 87                            |
| 2  | Balatoni út (↓) Dózsa György út (↑)                     | 10 |                               |
| 3  | Lőtér                                                   | 9  |                               |
| 5  | Diótörő út                                              | 8  |                               |
| 7  | Nagytétényi út (↓) Diósd, Törökbálinti elágazás (↑)     | 7  | 13, 13A                       |
| 7  | Szerafin-villa                                          | 6  | 13, 13A                       |
| 8  | Németh-villa                                            | 5  | 13, 13A                       |
| 8  | Diósdi utca                                             | 4  | 13, 13A                       |
| 9  | Barackos út                                             | 3  | 13, 13A, 101                  |
| 10 | Nagytétény-Diósd, MÁV-állomás                           | 2  | 13, 13A, 101 Nagytétény-Diósd |
| 11 | Zrínyi utca (↓) Temető (↑)                              | 1  | 13, 13A, 101                  |
| 12 | Angeli utca                                             | ∫  | 13, 13A, 101                  |
| 12 | Nagytétény, Angeli utca végállomás                      | 0  | 3, 3, 13, 13A, 101            |